# 벌처 (웹사이트)
벌처(Vulture)는 미국의 엔터테인먼트 뉴스 웹사이트이다. 잡지 《뉴욕》의 대중문화 섹션을 독립된 웹사이트로 출범한 형태로, "Devouring Culture"(문화를 탐닉하다)를 슬로건으로 사용하고 있다.

## 역사
벌처는 2007년 4월에 잡지 《뉴욕》의 웹사이트인 nymag.com 내의 엔터테인먼트 블로그로 시작되었다. 멜리사 마에르즈와 댄 코이스가 창간 당시 편집자였다. 창간 초기에는 TV와 영화 소식, 특히 최근 방영된 TV 에피소드 리뷰에 중점을 두었다가, 이후 음악, 도서, 코미디, 팟캐스트 등 다양한 대중문화 분야의 소식과 평론으로 영역을 확장했다.
2010년에 《뉴욕》으로부터 분리되는 과정에서 웹사이트를 기존의 블로그 형식에서 본격적인 온라인 매거진의 형태로 디자인을 바꾸었고, 2012년 2월에는 독립적인 URL/도메인 네임(Vulture.com)으로 이전했다.
2014년 뉴욕에서는 다양한 대중문화 분야의 유명인들이 참여하는 2일간의 연례 행사인 벌처 페스티벌이 첫 번째로 개최되었다.
벌처의 모회사인 뉴욕 미디어는 2018년에 올 네트워크로부터 코미디 뉴스 사이트인 스플릿사이더를 인수했고, 스플릿사이더의 콘텐츠 일부를 가져오면서 편집자 메그 라이트 또한 영입했다.
2019년 9월, 뉴욕 미디어가 복스에 인수되면서 벌처도 복스 미디어의 소유가 되었다.

## 벌처 스턴트 상
2023년, 벌처에서는 스턴트 배우들이 제대로 인정받지 못하는 현실을 지적하며 자체적으로 스턴트 상을 신설했는데, 이 상에는 '액션영화 최우수 스턴트', '최우수 차량 스턴트' 등의 부문이 있으며 매년 시상되고 있다.

## 역대 편집장
- 조시 월크 (2009~2014)[15][16]
- 길버트 크루즈 (2014~2015)[17][18]
- 닐 자노위츠 (2015~)[17]